# Macron mcleani
Macron mcleani is een slakkensoort uit de familie van de Pseudolividae. De wetenschappelijke naam van de soort is voor het eerst geldig gepubliceerd in 1998 door Vermeij.